# Scytodes pulchella
Scytodes pulchella là một loài nhện trong họ Scytodidae.
Loài này thuộc chi Scytodes. Scytodes pulchella được Lucien Berland miêu tả năm 1914.